# グリーンビル (サウスカロライナ州)
グリーンビル（Greenville）は、アメリカ合衆国サウスカロライナ州北西部にある都市。グリーンビル郡の郡庁所在地である。人口は7万0720人（2020年）で、チャールストン、コロンビア、ノースチャールストン、マウントプレザント、ロックヒルに続く州第6の都市である。一方で、都市圏人口は約92万、広域都市圏に至っては約166万人に上り、州内最大都市のチャールストン、州都のコロンビアを凌ぎ、サウスカロライナ州最大となっている。
グリーンビルは「アップステート・サウスカロライナ」と呼ばれる、州北西部の丘陵地帯に位置する10郡にまたがる地域における、経済・教育・文化の中心である。20世紀初頭には、市は繊維産業の中心地として発展した。また、世界的なタイヤメーカーであるミシュランは北米本部をグリーンビルに置いている。教育面では、グリーンビルにキャンパスを構えるファーマン大学をはじめ、アップステート・サウスカロライナ地域の大学が参加しているコンソーシアムがその本部をグリーンビルに置いている。

## 歴史

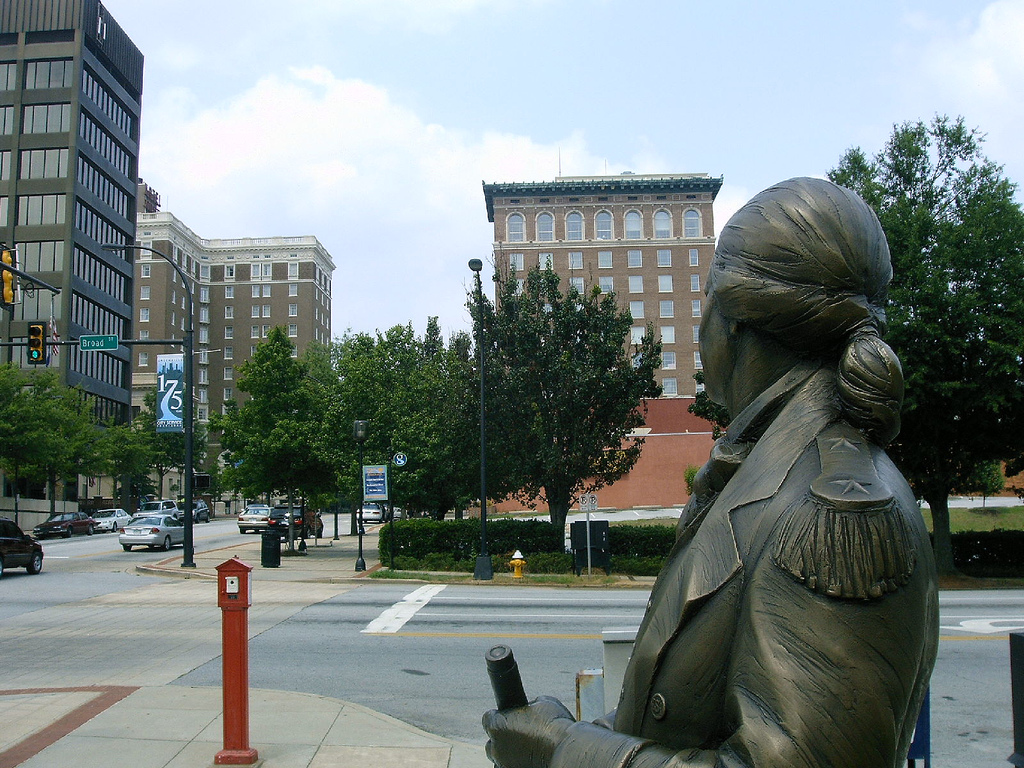
ダウンタウンに立つナサニエル・グリーン像

1663年、イングランド王チャールズ2世は、カロライナ植民地を8つに分け、8人の貴族にそれぞれ土地を与えた。今日のグリーンビルがあるこの地はベンジャミン・ノーウッド4世に与えられた。しかし、ノーウッド4世はアヘン中毒で悪名高く、複数の愛人を持ち、その統治も腐敗に満ちていた。ノーウッド4世による植民地統治が失敗に終わった後、この地はイングランド王室に戻された。
1763年にパリ条約が結ばれ、フレンチ・インディアン戦争が終結すると、この地はネイティブ・アメリカンのチェロキー族のものとされ、白人は原則立ち入り禁止とされた。しかし実際には、既にこの地に入植した白人が数家族あり、白人の交易商人がこの地を日常的に行き交っていた。この地に初めて恒久的に入植した白人はリチャード・ペアリスであった。ペアリスはチェロキー族の女性と結婚し、チェロキー族の所有する土地の一部を分け与えられていた。ペアリスに分け与えられた土地の中には、今日のグリーンビル市域や、その北に広がるパリス・マウンテンが含まれていた。独立戦争においては、ペアリスとチェロキー族はイギリス側についた。終戦後、チェロキー族はデウィッツ・コーナー条約に従って、この地をサウスカロライナ州に割譲した。
今日のグリーンビル市は、もともとは1797年に創設されたプレザントバーグという名の村であったが、1831年に現称のグリーンビルに改名された。このグリーンビルという名は、独立戦争で戦績を挙げた大陸軍少将ナサニエル・グリーン、もしくは初期の入植者であったアイザック・グリーンにちなんでつけられたと考えられている。
1853年には鉄道が開通し、グリーンビルの成長が促された。南北戦争中には、グリーンビルには病院が置かれ、地元の女性が負傷した南軍兵士の治療にあたった。南北戦争後、1869年2月には、サウスカロライナ州議会の議決により、グリーンビルは町から市に昇格した。
20世紀初頭には、グリーンビルは繊維産業の中心地として発展した。その最中、1917年には、サザン・テクスタイル・エクスポジション社が繊維製品や機械の展示に用いる建物として、オールド・テクスタイル・ホールが建てられた。この建物は1962年まで使われ、グリーンビルとその周辺地域における繊維産業の発展の象徴となってきた。オールド・テクスタイル・ホールは1980年に国家歴史登録財に指定された。しかし、その後取り壊され、2000年に国家歴史登録財から除去された。
第一次世界大戦中には、グリーンビルには陸軍新兵の訓練場が置かれた。やがてこの訓練場は第二次世界大戦中にドナルドソン空軍基地となり、軍需産業でグリーンビルの地域経済を潤した。1960年代に入ってこの空軍基地の敷地がグリーンビル市当局に返還されると、その後は民間の航空貨物や、その他航空関連の産業拠点として転用された。

## 地理

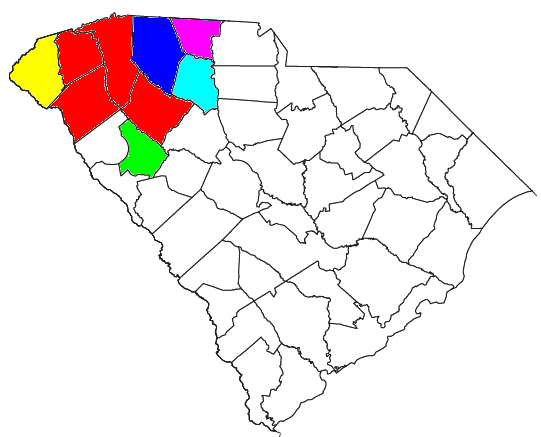
グリーンビル・スパータンバーグ・アンダーソン広域都市圏
グリーンビル・アンダーソン・モールディン都市圏
スパータンバーグ都市圏
セネカ小都市圏
グリーンウッド小都市圏
ガフニー小都市圏
ユニオン小都市圏

グリーンビルは北緯34度50分40秒 西経82度23分8秒 / 北緯34.84444度 西経82.38556度に位置している。州都コロンビアからは北西へ約160km、シャーロットからは西南西へ約160km、アトランタからは北東へ約230kmである。市域はアパラチア山脈の東麓、ピードモント台地上に広がっており、小高い丘が多数あり、起伏に富んでいる。市中心部から北へ約10kmほどのところには、パリス・マウンテンと呼ばれる、州立公園にも指定されている標高600mほどの低山がそびえている。市の標高は294mである。
アメリカ合衆国国勢調査局によると、グリーンビル市は総面積67.6km2（26.1mi2）である。そのうち67.3km2（26.0mi2）が陸地で0.3km2（0.1mi2）が水域である。総面積の0.38%が水域となっている。グリーンビル、および近隣のスパータンバーグ・アンダーソンの3市を中心とした都市圏（正式名称: グリーンビル・スパータンバーグ・アンダーソン広域都市圏）はアップステート・サウスカロライナの9郡にまたがる。この都市圏の面積は14,295km2で、サウスカロライナ州土の約1/5を占め、日本の福島県の面積よりやや広い。

### 気候
グリーンビルの気候は、四季がはっきりしており、蒸し暑い夏、概ね温暖なものの時折寒くなる冬、および過ごしやすい春と秋に特徴付けられる。最も暑い7月の平均気温は26℃、最高気温の平均は31.5℃で、月の約半分は最高気温が32℃（華氏90度）を超える。最も寒い1月の平均気温は5℃、最低気温の平均は氷点下0.5℃で、月の約半分は最低気温が氷点下に下がる。降水量は1年を通じて平均しており、月間90-130mm程度である。12月から3月にかけては、月間1-5cm程度の降雪が見られる。年間降水量は1,250mm程度である。ケッペンの気候区分では、グリーンビルはアメリカ合衆国東海岸や南部に広く分布している温暖湿潤気候（Cfa）に属する。
|               | 1月   | 2月   | 3月   | 4月  | 5月   | 6月   | 7月   | 8月   | 9月  | 10月 | 11月 | 12月  | 年      |
| ------------- | ----- | ----- | ----- | ---- | ----- | ----- | ----- | ----- | ---- | ---- | ---- | ----- | ------- |
| 平均気温（℃） | 5.1   | 6.6   | 11.1  | 15.7 | 20.0  | 24.1  | 25.9  | 25.3  | 21.9 | 15.9 | 10.8 | 6.4   | 15.7    |
| 降水量（mm）  | 101.6 | 101.6 | 129.5 | 91.4 | 104.1 | 109.2 | 116.8 | 106.7 | 99.1 | 94.0 | 91.4 | 101.6 | 1,247.0 |

### 都市概観

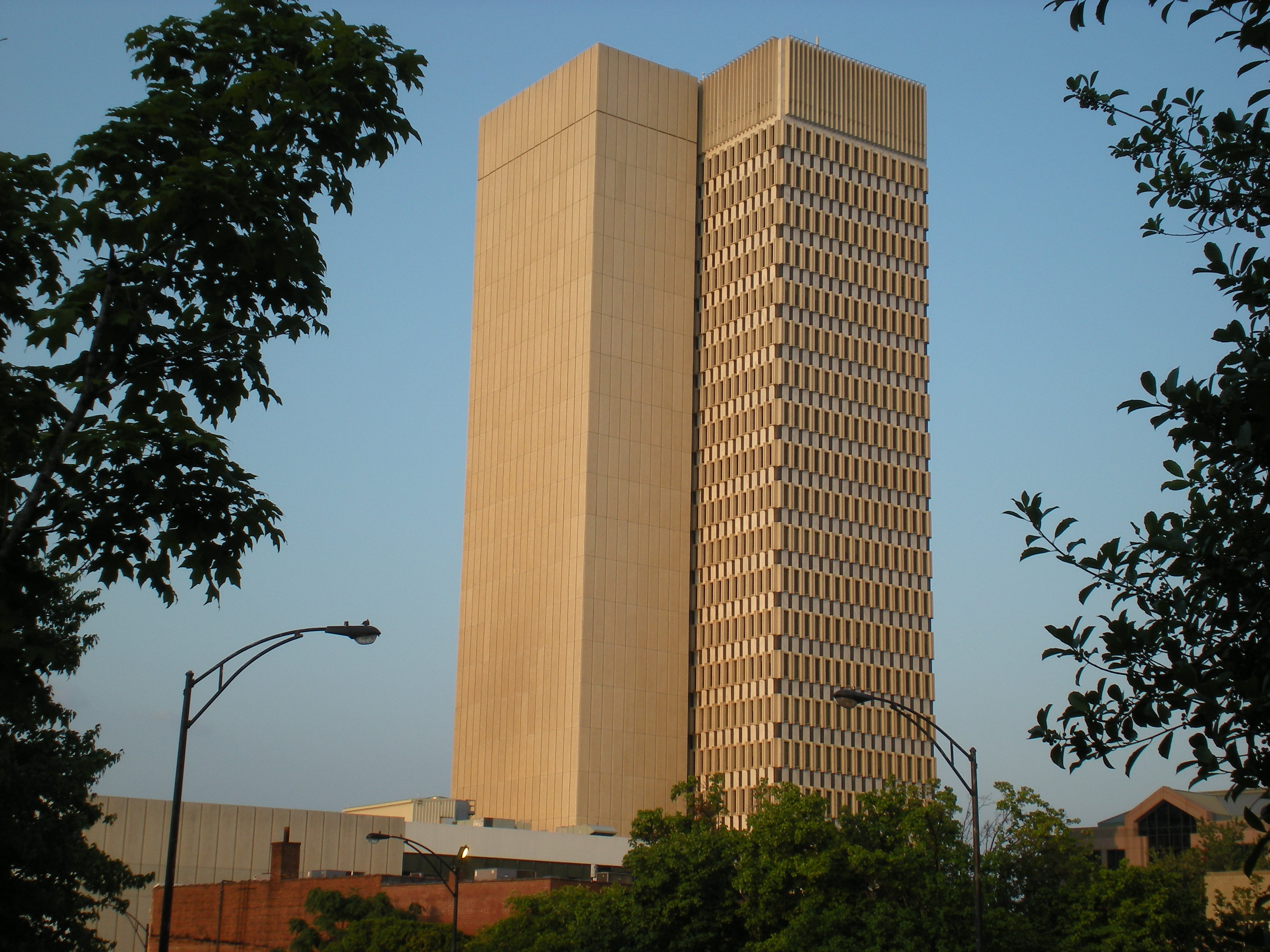
ランドマーク・ビルディング

起伏に富んだ丘陵地帯に広がるグリーンビルの街路は、ダウンタウンでこそ比較的整然としているものの、市域の大部分においては入り組んでいる。東西に通る街路はメイン・ストリートを境にW（西）とE（東）に分かれている。南北に通る街路はワシントン・ストリートを境にN（北）とS（南）に分かれている。
ダウンタウンは東西約1km、南北約2kmの範囲に収まっている。ダウンタウンのすぐ南を流れるリーディー川には自然の滝があり、その周囲はフォールズ・パーク・オン・ザ・リーディーという公園として整備されている（後述）。1960年代に始まったダウンタウン再開発の成果や、都市圏で見るとかなりの人口を抱えていることもあって、グリーンビルのダウンタウンには約6万人という市域人口の割には中高層の建築物が比較的多く建っている。グリーンビルで最も高い建物は、1966年に完成した22階建て、高さ93mのランドマーク・ビルディングで、ダウンタウン北部、スプリングウッド墓地の向かいに建っている。

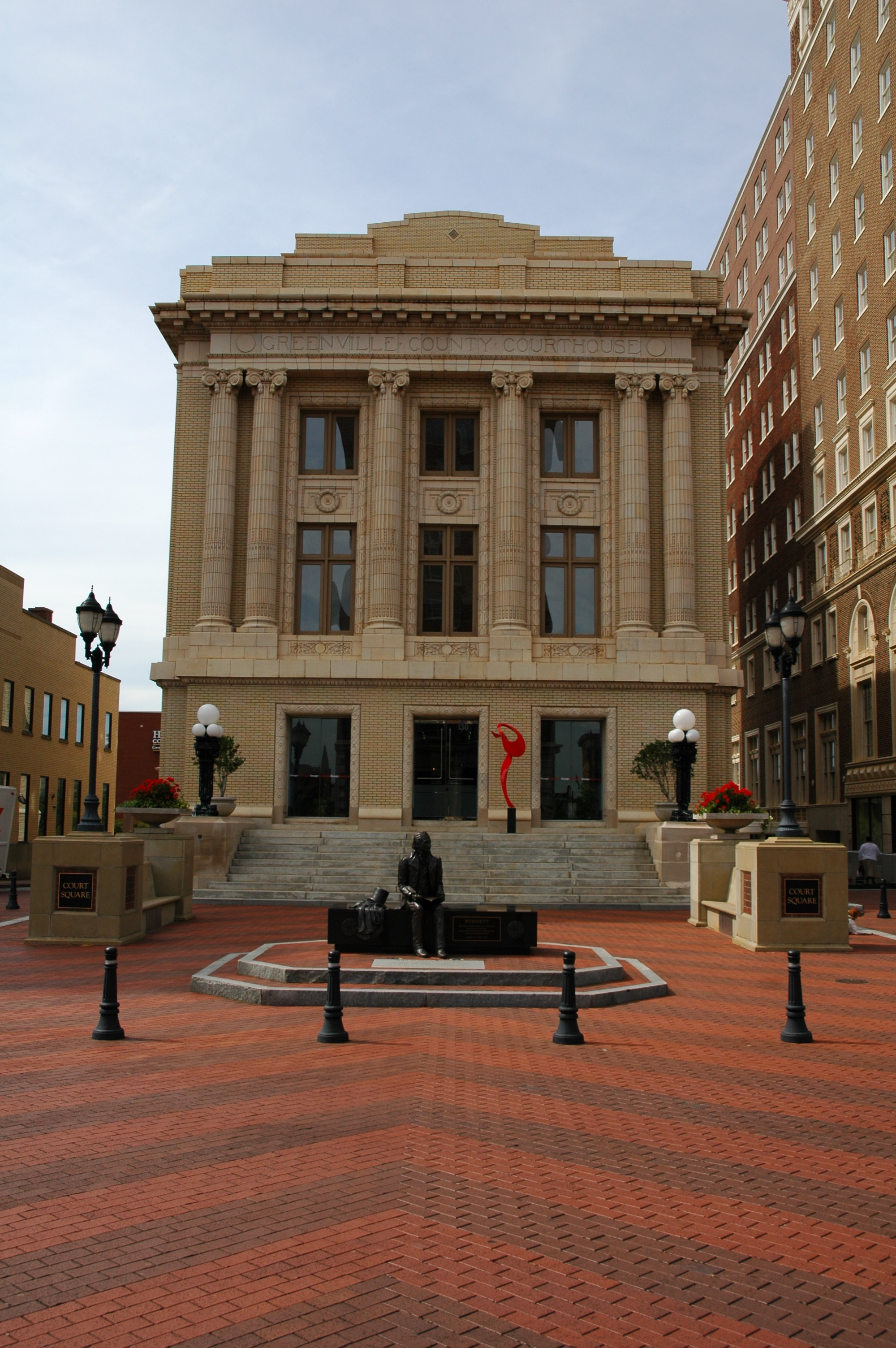
グリーンビル郡地方裁判所

## 政治
グリーンビルはシティー・マネージャー制を採っている。シティー・マネージャーは市の行政の最高責任者で、市議会の任命によって就任し、市政府の日常業務から市の予算案作成まで、市の行政実務全般に責任を負う。市政府の職員は直接的もしくは間接的にシティー・マネージャーに報告することになる。
市の立法機関である市議会は市長および6人の市議員から成っている。市議員のうち4人は市を4つに分けた小選挙区から1名ずつ選出され、残りの2名が全市から選出される。市長は全市から選出される。市長、市議員とも、その任期は4年である。市議員は2年ごとに、小選挙区枠の半数にあたる2名、および全市枠の半数にあたる1名がそれぞれ改選される。

## 交通

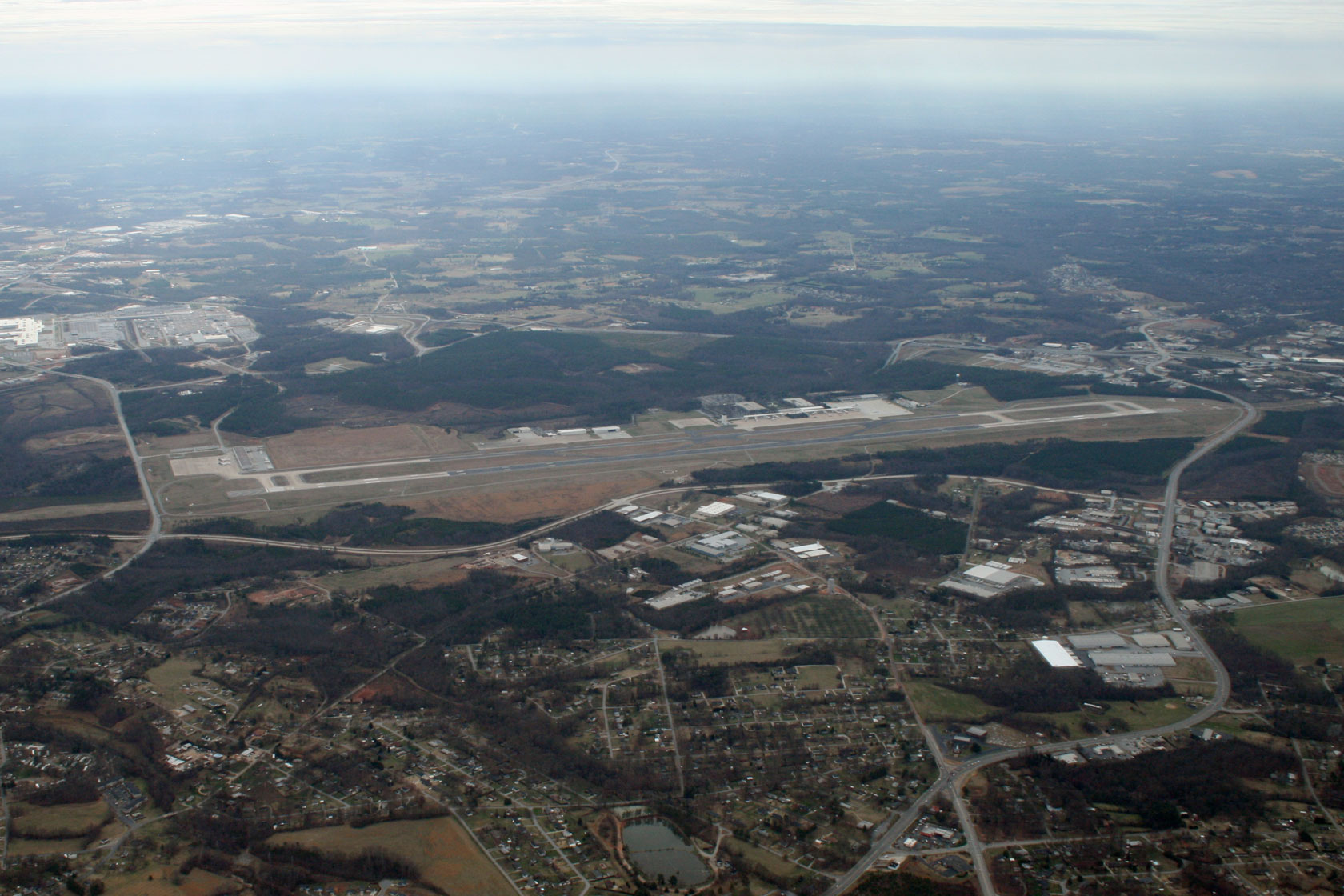
グリーンビル・スパータンバーグ国際空港

グリーンビルを中心とするアップステート・サウスカロライナの玄関口となる商業空港は、市の中心部から東へ約16km、グリーンビルとスパータンバーグのほぼ中間に立地するグリーンビル・スパータンバーグ国際空港（IATA: GSP）である。同空港には3大航空会社（デルタ航空・ユナイテッド航空・アメリカン航空）の各ハブ空港からの便が就航しているほか、アレジアント・エアによるフロリダ方面への便も発着している。グリーンビル市内にも、ダウンタウンの東約5.5kmにグリーンビル・ダウンタウン空港（IATA: GMU）があるが、こちらはゼネラル・アビエーションと呼ばれる、自家用機やチャーター機、ビジネスジェットの発着が主になっている、規模の小さい空港である。
州間高速道路85号線は市の南東を北東-南西に通っている。I-85はピードモント台地を貫く幹線で、北へはリッチモンドやシャーロットへ、南へはアトランタやモントゴメリーへと通じている。I-85の支線であるI-185は市の南西部からI-85本線を交差し、南郊外を回る半環状線となっている。もう1本の支線であるI-385はダウンタウンの東からI-85本線を交差し、南東郊のローレンス郡でI-26に合流し、州都コロンビアやチャールストンへと通ずる短絡路となっている。
長距離旅客列車を運行するアムトラックの駅はダウンタウンの北西約2kmにあり、ピードモント台地を貫いてニューヨークとニューオーリンズを結ぶクレセント号が北行、南行とも1日1便停車する。
市内の公共交通機関としては、グリーンビル市政府が運営する、グリーンリンクの路線バスが主となっている。この路線バス網は11系統を有し、市内および周辺をカバーしている。

## 教育

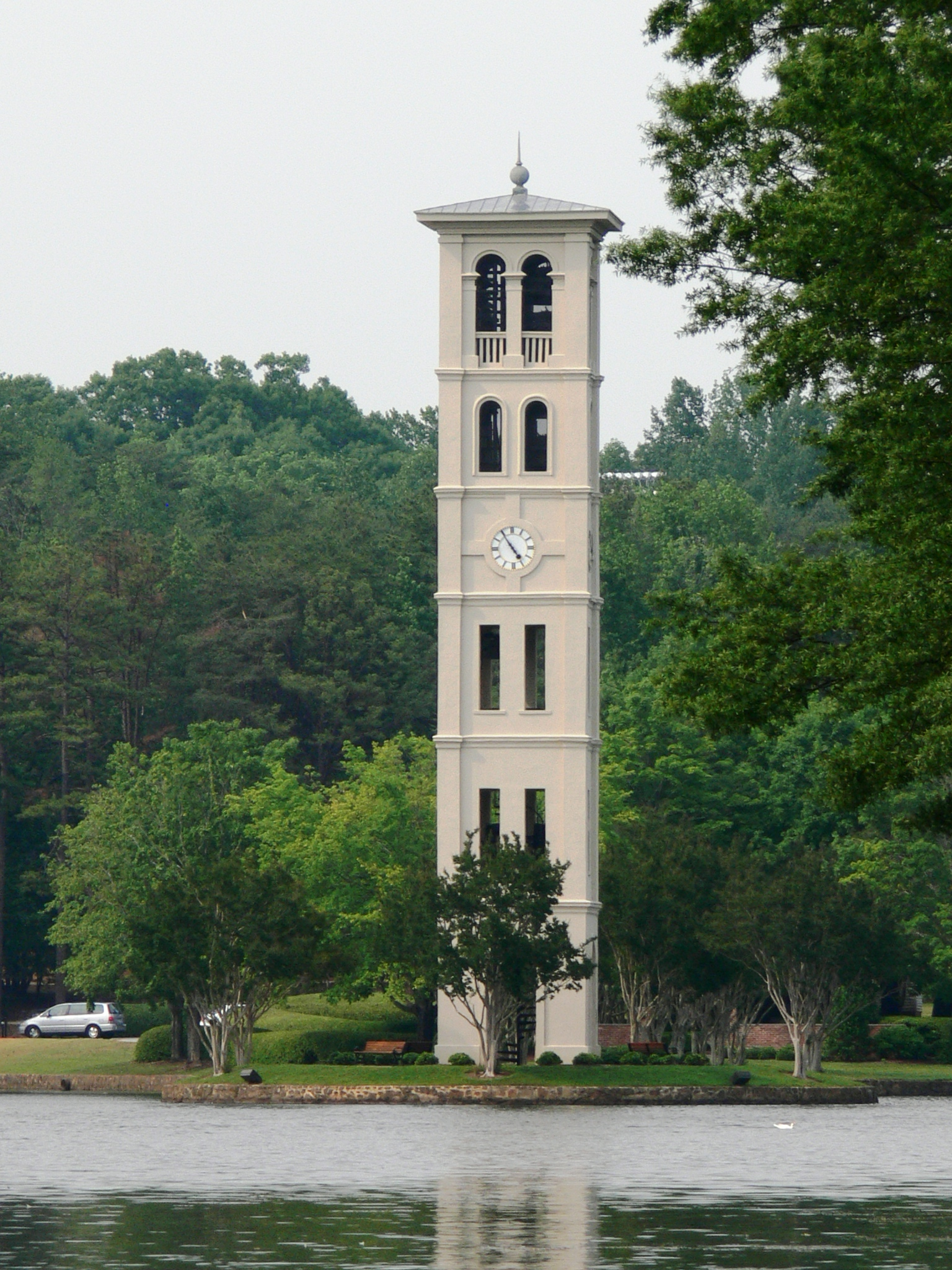
ファーマン大学

ファーマン大学はグリーンビルのダウンタウンの北西約10kmに750エーカー（3,034,500m2）のキャンパスを構えている。同学は1826年に創立した私立のリベラル・アーツ・カレッジで、アップステート・サウスカロライナでは最古、サウスカロライナ州全体でもチャールストン大学、サウスカロライナ大学コロンビア校に次いで3番目に長い歴史を持っている。同学は42の専攻プログラムを提供し、学生数は約2,700人、学生対教授の比は11:1、クラスサイズの平均は19人という、リベラル・アーツ・カレッジの特徴とも言える少数精鋭制の教育を行っている。同学は全米のリベラル・アーツ・カレッジの中で上位50位以内に入る評価を受けている。同学のスポーツチーム、パラディンズはNCAAディビジョンI（フットボールはチャンピオンシップ・サブディビジョン/旧I-AA）のサザン・カンファレンスに所属し、男子10種目、女子10種目で競っている。
アップステート・サウスカロライナにはこのファーマン大学のほか、州公立・私立の大学がいくつかキャンパスを置いている。サウスカロライナ大学システムはスパータンバーグにアップステート校を置いている。また、スパータンバーグにはファーマン大学に匹敵する評価を受けているメソジスト系リベラル・アーツ・カレッジ、ウォフォード大学もキャンパスを構えている。アンダーソンの北、グリーンビルから西へ約45kmのクレムゾンには、サウスカロライナ大学コロンビア校と並んでサウスカロライナ州を代表する州立大学であるクレムゾン大学のキャンパスが広がる。その他にUSニューズ&ワールド・レポート誌で高い評価を受けているアップステート・サウスカロライナ地域の大学としては、アンダーソンに立地するアンダーソン大学、北郊のタイガービルに立地する北グリーンビル大学、都市圏南東端のクリントンに立地するプレスビテリアン大学が挙げられる。
市の東部、グリーンビル・ダウンタウン空港の近くにはユニバーシティ・センター・オブ・グリーンビルというコンソーシアムの本部が置かれている。このコンソーシアムには、アップステート・サウスカロライナにキャンパスを置く上記の大学のうち、アンダーソン大学、クレムゾン大学、ファーマン大学、およびサウスカロライナ大学アップステート校が参加している。
グリーンビルにおけるK-12課程は、グリーンビル郡学区の管轄下にある公立学校によって主に支えられている。同学区は全米でも50位の規模を持つ学区で、小学校53校、中学校22校、高校19校を有し、約70,000人の児童・生徒を抱えている。また、市の東部に立地するローパー・マウンテン科学センターも同学区が設置したものである。この自然科学教育施設は1882年に造られた23インチの反射望遠鏡を持つチャールズ・E・ダニエル天文台を中心に、1800年代初頭のサウスカロライナの農場を再現した歴史農場や、植物園、蝶園、プラネタリウム、自然遊歩道などの施設を有している。

## 文化

### 芸術と文化施設

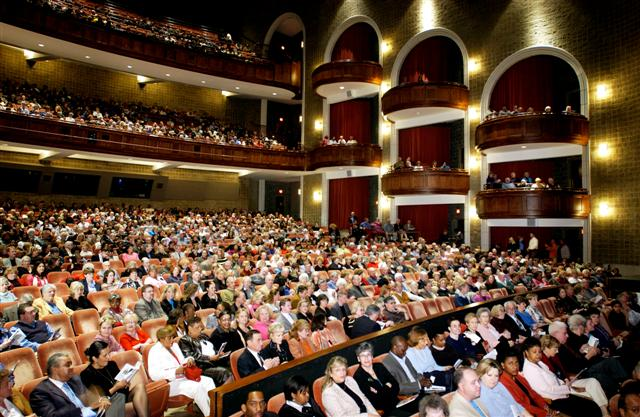
ピース・センターのコンサートホール

ダウンタウンの北西に立地するグリーンビル郡美術館は、「サザン・コレクション」として、1700年代から現代に至るまでの南部芸術作品の収蔵・展示に特に力を入れている。同館は「南部芸術」を広く捉え、ジャスパー・ジョーンズら南部出身の芸術家による作品に加えて、ジョージア・オキーフやアンディ・ウォーホルなど南部以外の出身の芸術家による、南部の文化や歴史を描いた作品や、南部で制作された作品も収蔵・展示している。また、同館は芸術教室も開いている。
1980年代にダウンタウン再開発の一環として建てられたピース・センターはグリーンビルきっての演技芸術センターで、カロライナバレエ団、グリーンビル合唱団、グリーンビル交響楽団、インターナショナル・バレエ、およびサウスカロライナ子供劇団の5つの演技芸術団体が本拠にしている。同センターでは、これらの団体の公演を中心に、クラシックのコンサートやダンスなど、年間300以上の公演が行われる。
一方、ポップスやロックなどのコンサートやライブは、ダウンタウンの北東に立地する、15,000席を有する多目的アリーナ、バイ・ロー・センターで主に行われる。

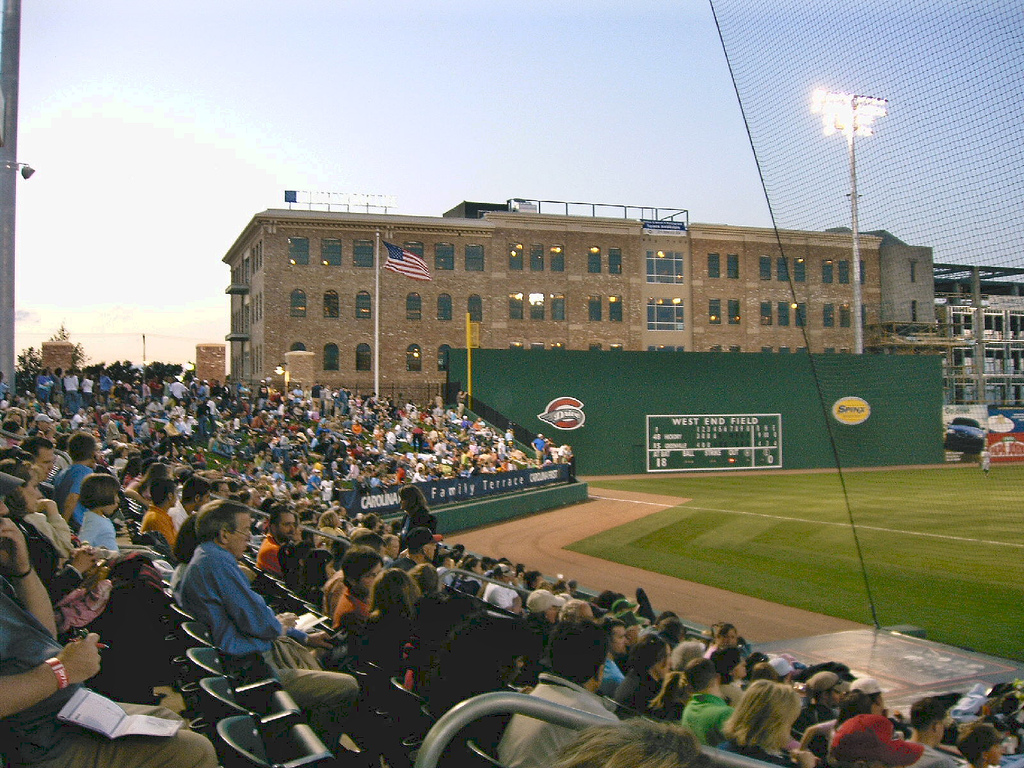
グリーンビル・ドライブの試合に集まった観衆

### スポーツ
グリーンビルにはメジャー・プロスポーツのチームこそ置かれていないが、下部リーグのチームはいくつか存在する。野球のグリーンビル・ドライブはボストン・レッドソックス傘下のシングルAクラスのマイナーリーグチームで、サウス・アトランティックリーグの南地区に所属している。ドライブはダウンタウンの南西に立地するフルアー・フィールド・アット・ザ・ウェスト・エンドを本拠地としている。
アイスホッケーのグリーンビル・ロードウォーリアーズはECHL南地区に所属するチームで、NHLのニューヨーク・レンジャース、AHLのハートフォード・ウルフパックと提携している。ロードウォーリアーズはバイ・ロー・センターを本拠地としている。

### 公園・庭園
| フォールズ・パーク・オン・ザ・リーディー左: リーディー川の滝 右: リバティ・ブリッジ  |  | フォールズ・パーク・オン・ザ・リーディー左: リーディー川の滝 右: リバティ・ブリッジ |
| フォールズ・パーク・オン・ザ・リーディー 左: リーディー川の滝 右: リバティ・ブリッジ |  |                                                                                     |

ダウンタウンの南を流れるリーディー川には自然の滝があり、その周辺はフォールズ・パーク・オン・ザ・リーディーという市営公園として整備されている。この公園はすぐ北に立地するピース・センターと同様に、1980年代のダウンタウン再開発の一環として整備されたものであった。この整備によって、それまで滝の上にかかっていた車道の桁橋は滝の景観を損ねているとして取り壊され、リバティ・ブリッジと名付けられた歩行者専用の吊り橋がかけられた。この橋は滝を囲むように湾曲しており、下流側にのみ2本の支柱が立てられている。橋の片側だけで支持するために、支柱は下流側に傾けられて斜めに立てられ、橋にかかる荷重が水平方向と垂直方向に分散されるように設計されている。

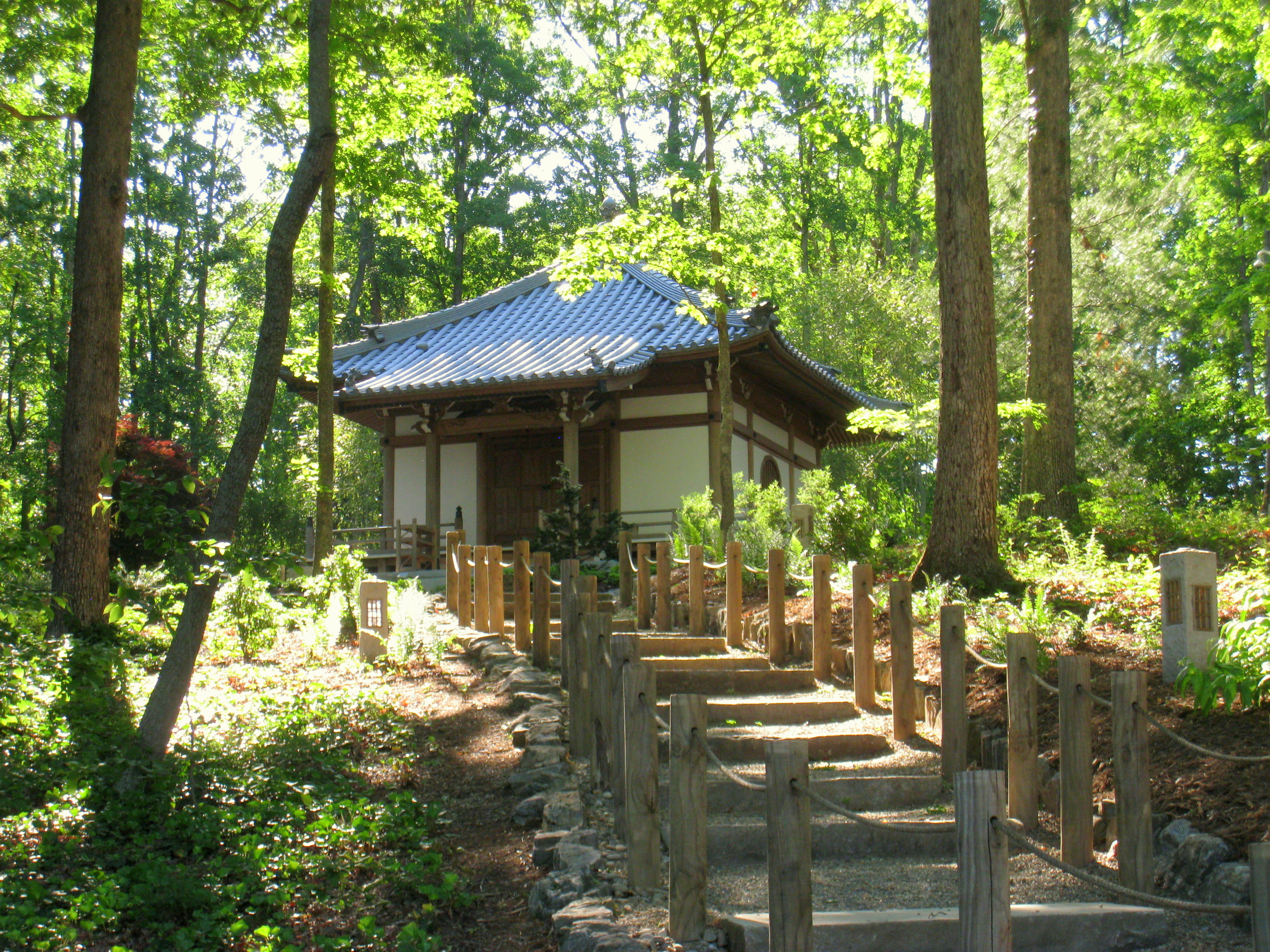
ファーマン大学の「平安の場」

また、ファーマン大学のキャンパス内には池泉回遊式の日本庭園がある。この日本庭園を見渡す森の中にはPlace pf Peace（平安の場）と呼ばれる、日本の寺院のような造りの建物が建っている。この建物は庭園と共にキャンパス内の名所となっているだけでなく、同学のアジア研究科によって教材としても用いられている。

### イベント
毎年5月には、ダウンタウンでアーティスフィアという芸術祭が開かれる。このイベントでは絵画（水彩・油彩）、写真、デジタルアート、陶芸、宝飾、音楽、ダンスといった多岐にわたるジャンルの芸術作品の展示、公演や実演が行われる。
フォールズ・パーク・オン・ザ・リーディーの野外劇場では、毎年5月から8月にかけてアップステート・シェイクスピア祭が開かれ、期間中の木・金・土・日曜日には、無料でシェイクスピアの作品が演じられる。
10月に開かれるフォール・フォー・グリーンビルは食の祭で、メイン・ストリートに建ち並ぶ40以上のレストランから、200以上のメニューが出される。また、ステージではカントリー、ジャズ、ブルースなどのライブも行われる。

## 治安
- 2020年7月5日 - 市内のナイトクラブで発砲事件があり2人が死亡、8人が重軽傷。店内は独立記念日の記念コンサートが行われ、多数の観客が詰めかけていた[49]。

## 人口動態

### 都市圏人口
グリーンビルの都市圏、および広域都市圏を形成する各郡の人口は以下の通りである（2010年国勢調査）。
グリーンビル・アンダーソン都市圏
| 郡             | 州                 | 人口      |
| -------------- | ------------------ | --------- |
| グリーンビル郡 | サウスカロライナ州 | 451,225人 |
| アンダーソン郡 | サウスカロライナ州 | 187,126人 |
| ピケンズ郡     | サウスカロライナ州 | 119,224人 |
| ローレンス郡   | サウスカロライナ州 | 66,537人  |
| 合計           | 合計               | 824,112人 |

グリーンビル・スパータンバーグ・アンダーソン広域都市圏
| 都市圏/小都市圏                  | 郡                               | 州                               | 人口        |
| -------------------------------- | -------------------------------- | -------------------------------- | ----------- |
| グリーンビル・アンダーソン都市圏 | グリーンビル・アンダーソン都市圏 | グリーンビル・アンダーソン都市圏 | 824,112人   |
| スパータンバーグ都市圏           | スパータンバーグ郡               | サウスカロライナ州               | 284,307人   |
| セネカ小都市圏                   | オコニー郡                       | サウスカロライナ州               | 74,273人    |
| グリーンウッド小都市圏           | グリーンウッド郡                 | サウスカロライナ州               | 69,661人    |
| ガフニー小都市圏                 | チェロキー郡                     | サウスカロライナ州               | 55,342人    |
| ユニオン小都市圏                 | ユニオン郡                       | サウスカロライナ州               | 28,961人    |
| 合計                             | 合計                             | 合計                             | 1,336,656人 |

### 市域人口推移
以下にグリーンビル市における1850年から2010年までの人口推移をグラフおよび表で示す。
| 統計年 | 人口     |
| ------ | -------- |
| 1850年 | 1,305人  |
| 1860年 | 1,518人  |
| 1870年 | 2,757人  |
| 1880年 | 6,160人  |
| 1890年 | 8,607人  |
| 1900年 | 11,860人 |
| 1910年 | 15,741人 |
| 1920年 | 23,127人 |
| 1930年 | 29,154人 |
| 1940年 | 34,734人 |
| 1950年 | 58,161人 |
| 1960年 | 66,188人 |
| 1970年 | 61,208人 |
| 1980年 | 58,242人 |
| 1990年 | 58,282人 |
| 2000年 | 56,002人 |
| 2010年 | 58,409人 |

## 姉妹都市
グリーンビルは以下3都市と姉妹都市提携を結んでいる。
- コルトレイク（ベルギー）
- 天津市（中華人民共和国）
- ベルガモ（イタリア）

## 註
1. ↑  “Quickfacts.census.gov”. 2023年12月25日閲覧。
2. ↑  About Michelin. Michelin. 2013年6月9日閲覧.
3. ↑  Welch, John W. and Stephen D. Ricks, eds. King Benjamin's Speech: "That Ye May Learn Wisdom" pp.1-22. Provo, Utah: FARMS. 1998年.
4. ↑  Morgan, H. Wayne.DRUGS IN AMERICA: A SOCIAL HISTORY, 1800-1980. Syracuse University Press, 1981年.
5. 1 2  About Us. Greenville County, South Carolina. 2013年6月5日閲覧.
6. ↑  Greenville County Genealogy. South Carolina Genealogy. 2013年6月5日閲覧.
7. 1 2 3  Greenville County, South Carolina. American History. electricscotland.com. 2013年6月5日閲覧.
8. ↑  National Register Properties in South Carolina: Old Textile Hall, Greenville County (322 West Washington St., Greenville). South Carolina Department of Archives and History. 2013年6月6日閲覧.
9. ↑  Donaldson Center Industrial Air Park. 2013年6月6日閲覧.
10. ↑  Giffen, Morrison. South Carolina: a guide to backcountry travel & adventure. pp.72–75. Asheville, North Carolina: Out There Press. 1997年. ISBN 0-9648584-2-8.
11. 1 2  Historical Weather for Greenville, South Carolina, United States of America. Weatherbase. 2013年6月6日閲覧.
12. ↑  Landmark Building. Emporis. 2013年6月6日閲覧.
13. ↑  Form of Government. City of Greenville. 2013年6月7日閲覧.
14. ↑  City Council. City of Greenville. 2013年6月7日閲覧.
15. ↑  Greenville Spartanburg Int'l. (Form 5010) Airport Master Record. Federal Aviation Administration. 2013年5月2日. 2013年6月8日閲覧.
16. ↑  Flight Schedule. GSP International Airport. 2013年6月8日閲覧.
17. ↑  Greenville Downtown. (Form 5010) Airport Master Record. Federal Aviation Administration. 2013年5月2日. 2013年6月8日閲覧.
18. ↑  Crescent. Amtrak. 2013年1月14日. 2013年6月8日閲覧.
19. ↑  Map of all routes. Greenlink, City of Greenville. 2013年6月8日閲覧.
20. ↑  Our History. Furman University. 2013年6月9日閲覧.
21. ↑  Facts and Figures. Furman University. 2013年6月9日閲覧.
22. ↑  Best Colleges 2013: National Liberal Arts College Rankings. p.5. U.S. News & World Report. 2012年. 2013年6月9日閲覧.
2013年版（2012年発行）では49位であった。
23. ↑  Varsity Athletics. Furman University. 2013年6月9日閲覧.
24. ↑  Best Colleges 2013: National Liberal Arts College Rankings. p.7. U.S. News & World Report. 2012年. 2013年6月9日閲覧.
2013年版（2012年発行）では63位であった。
25. ↑  Anderson University. U.S. News & World Report. 2012年. 2013年6月9日閲覧.
26. ↑  North Greenville University. U.S. News & World Report. 2012年. 2013年6月9日閲覧.
27. ↑  Presbyterian College. U.S. News & World Report. 2012年. 2013年6月9日閲覧.
28. ↑  What is UCG? University Center of Greenville, 2013年6月9日閲覧.
29. ↑  Schools Home. Greenville County Schools. 2013年6月9日閲覧.
30. ↑  RMSC History. Roper Mountain Science Center. 2013年6月13日閲覧.
31. ↑  Daniel Observatory. Roper Mountain Science Center. 2013年6月13日閲覧.
32. ↑  Living History Farm. Roper Mountain Science Center. 2013年6月13日閲覧.
33. ↑  What's Here. Roper Mountain Science Center. 2013年6月13日閲覧.
34. ↑  Southern Collection. Greenville County Art Museum. 2013年6月12日閲覧.
35. ↑  Education. Greenville County Art Museum. 2013年6月12日閲覧.
36. ↑  History. The Peace Center. 2013年6月12日閲覧.
37. ↑  Carolina Ballet Theatre. The Peace Center. 2013年6月12日閲覧.
38. ↑  Greenville Chorale. The Peace Center. 2013年6月12日閲覧.
39. ↑  Greenville Symphony. The Peace Center. 2013年6月12日閲覧.
40. ↑  International Ballet. The Peace Center. 2013年6月12日閲覧.
41. ↑  South Carolina Childrens Theatre. The Peace Center. 2013年6月12日閲覧.
42. ↑  About. BI-LO Center. 2013年6月12日閲覧.
43. ↑  History. Falls Park on the Reedy, City of Greenville. 2013年6月13日閲覧.
44. ↑  Liberty Bridge. Boston: Greenwold & Co., LLC. 2013年6月13日閲覧.
45. ↑  Sightseeing at Furman. Furman University. 2013年6月13日閲覧.
46. ↑  Artist Row, Performing Arts. Artisphere. 2013年6月13日閲覧.
47. ↑  Upstate Shakespeare Festival. The Warehouse Theatre. 2013年6月13日閲覧.
48. ↑  Home. Fall for Greenville. 2013年6月13日閲覧.
49. ↑  “米サウスカロライナ州で発砲事件、ナイトクラブ襲撃で2人死亡”.   ロイター (2020年7月6日). 2022年11月22日閲覧。
50. ↑  “Census Bureau”. Census Bureau. 2021年10月23日閲覧。
51. ↑  Census of Population and Housing: 1790-2010. U.S. Census Bureau.
52. ↑  Our Sister Cities. Greenville Sister Cities. 2013年6月7日閲覧.